# Protracker

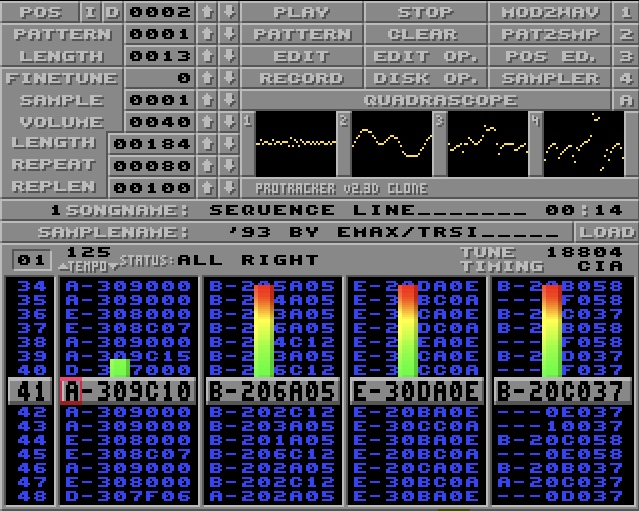
Protracker 2.3D főképernyő

Protracker egy ingyenesen használható (freeware) hangminta-lejátszó és szerkesztő szoftver, röviden tracker, melyet eredendően Amiga platformra fejlesztettek ki, de később kiadtak Atari ST-re is. Úgy amatőrök, mint profi zeneszerzők között nagy népszerűségnek örvendett az 1990-es években.

## Jellemzők és működés
A Protracker a legelső (The Ultimate Soundtracker), illetve az addigi leginkább elterjedt trackeren (NoiseTracker) alapul, a programkód egész pontosan az utóbbin. A program beépített hangminta szerkesztővel (sample editor) rendelkezik, valamint egy billentyű-felosztó (keyboard split) funkcióval, mellyel a billentyűzet vált használhatóvá hangminták keltésére (azaz a billentyűzetet kvázi hangszerré tette). A későbbi verziók kiterjesztették a MOD fájlformátumot is, hogy a maximális 64 ún. pattern 99-re emelje, illetve további effekteket tegyen lehetővé.
A Protracker lehetővé teszi hangjegyek sorozatának "pattern"-ekbe rendezését, melyek láncolata alkotja a teljes zeneszámot. A szoftver által készített zene a MOD-formátumot használja.
A szoftver alkalmas arra, hogy mind NTSC-, mind PAL-rendszerű számítógépeken ugyanazon sebességgel történjen a zenelejátszás. A korábbi trackerek a képfrissítési rátához szinkronizálták a lejátszást, illetve az azt megvalósító programkódot, így máshogy szólalt meg a kétféle szabványú gépeken.

## Modern klón
2010 óta létezik törekvés egy teljesen freeware Protracker klón megalkotására modern számítógépes platformokra. A GitHub ad otthont a "ProTracker 2.3D clone" elnevezés alatt futó projektnek, melynek Windowsos, Linuxos, illetve MacOS-es változatai vannak.